# Kanton Val-de-Reuil
Der Kanton Val-de-Reuil ist seit 1985 ein französischer Wahlkreis im Arrondissement Les Andelys, im Département Eure und in der Region Normandie; sein Hauptort ist Val-de-Reuil. Vertreter im Generalrat des Départements ist seit 2001 Janick Lesoeur (PS).

## Gemeinden
Der Kanton besteht aus acht Gemeinden mit insgesamt 20.686 Einwohnern (Stand: 1. Januar 2022) auf einer Gesamtfläche von 89,54 km²:
| Gemeinde                  | Einwohner 1. Januar 2022 | Fläche km² | Dichte Einw./km² | Code INSEE | Postleitzahl |
| ------------------------- | ------------------------ | ---------- | ---------------- | ---------- | ------------ |
| Amfreville-sous-les-Monts | 517                      | 7,52       | 69               | 27013      | 27380        |
| Connelles                 | 172                      | 4,17       | 41               | 27168      | 27430        |
| Herqueville               | 125                      | 3,76       | 33               | 27330      | 27430        |
| Léry                      | 1.984                    | 14,51      | 137              | 27365      | 27690        |
| Le Vaudreuil              | 3.622                    | 14,22      | 255              | 27528      | 27100        |
| Porte-de-Seine            | 209                      | 12,56      | 17               | 27471      | 27430        |
| Poses                     | 1.118                    | 7,20       | 155              | 27474      | 27740        |
| Val-de-Reuil              | 12.939                   | 25,60      | 505              | 27701      | 27100        |
| Kanton Val-de-Reuil       | 20.686                   | 89,54      | 231              | 2721       | –            |

Bis zur Neuordnung bestand der Kanton Val-de-Reuil aus den acht Gemeinden Connelles, Herqueville, Léry, Porte-Joie, Poses, Tournedos-sur-Seine, Le Vaudreuil und Val-de-Reuil. Sein Zuschnitt entsprach einer Fläche von 82,02 km2.

## Veränderungen im Gemeindebestand seit 2015
2018: Fusion Porte-Joie und Tournedos-sur-Seine → Porte-de-Seine

## Bevölkerungsentwicklung
| 1962 | 1968 | 1975 | 1982   | 1990   | 1999   | 2011   |
| ---- | ---- | ---- | ------ | ------ | ------ | ------ |
| 4169 | 4545 | 4903 | 10.398 | 17.850 | 20.555 | 20.734 |